# 拟锈花蟹蛛
拟锈花蟹蛛（学名：Xysticus ferruginoides）为蟹蛛科花蟹蛛属的动物。在中国，分布于黑龙江、内蒙古等地。该物种的模式产地在内蒙古、黑龙江。